# Love 4 One Another Charities Tour
Tournées par Prince
Gold Tour
(1996) Jam of the Year Tour
(1997-1998)
Love 4 One Another Charities Tour est une tournée d'échauffement de Prince faite en raison des deux années d'absence de Prince sur scène dont le premier but était d'offrir les bénéfices à Love 4. La tournée n'est passée que par l'Amérique. La tournée fait la promotion de Emancipation. C'est la première tournée où Prince porte le nom du Love Symbol.

## Histoire
Ce fut la première tournée véritable de Prince en 4 ans, ce qui explique les concerts d'assez petite taille. La tournée fut baptisée ainsi du fait que la plupart des bénéfices ont été remis à Love 4, une organisation de charité. Les dates étaient données très peu de temps avant les concerts pour éviter la saturation des billets. Quelques spectacles ont quand même été réalisés à guichets fermés. La tournée s'est déroulée en deux parties, la première en 1995 et la seconde en 1996-1997.
Certains des nouveaux titres, dont surtout Face Down, coupent complètement avec le registre Funk habituel et les chansons de paix ou d'amour. Prince crée une nouvelle forme de Rap et dévoile une nouvelle partie de lui qui semble très coléreuse.

## Groupe
- Prince - chant, guitare solo, piano.
- Rhonda Smith - basse
- Kat Dyson / Mike Scott - guitare rythmique
- Morris Hayes - claviers
- Kirk Johnson - batterie
- Marva King - chant et danse
- Larry Graham, Chaka Khan et Doug E. n'étaient présent qu'occasionnellement.

## Liste des Chansons
- Jam Of The Year
- Talkin' Loud And Sayin' Nothing
- Purple Rain
- 17 Days
- Get Yo Groove On / Six
- The Most Beautiful Girl in the World
- Face Down
- The Cross
- One Of Us
- Do Me, Baby
- Sexy MF
- If I Was Your Girlfriend
- How Come U Don't Call Me Anymore?
- Take Me With U
- Raspberry Beret
- Mr. Happy / 18 & Over
- Sleep Around / Take The A-Train / I Feel All Right
- Johnny

En plus The Ride, Somebosy's Somebody, Little Red Corvette, Baby I'm A Star, 1999 et The Holy River apparurent à certain concerts.

## Dates des Concerts
| #                                           | Date              | Ville         | Pays       | Salle                               | Audience |
| ------------------------------------------- | ----------------- | ------------- | ---------- | ----------------------------------- | -------- |
| Love 4 One Another Charities Tour 1995      |                   |               |            |                                     |          |
| 1                                           | 11 mai 1995       | Los Angeles   | États-Unis | Glam Slam                           | 300      |
| 2                                           | 12 mai 1995       | Los Angeles   | États-Unis | Glam Slam                           | 300      |
| 3                                           | 1er juin 1995     | Chanhassen    | États-Unis | Paisley Park                        | 200      |
| 4                                           | 2 juin 1995       | Chanhassen    | États-Unis | Paisley Park                        | 200      |
| 5                                           | 7 juin 1995       | Miami         | États-Unis | Glam Slam                           | 300      |
| 6                                           | 8 juin 1995       | Miami         | États-Unis | Glam Slam                           | 300      |
| 7                                           | 17 juin 1995      | Chanhassen    | États-Unis | Paisley Park                        | 200      |
| 8                                           | 5 août 1995       | Chanhassen    | États-Unis | Paisley Park                        | 200      |
| 9                                           | 12 août 1995      | Chanhassen    | États-Unis | Paisley Park                        | 200      |
| 10                                          | 19 août 1995      | Chanhassen    | États-Unis | Paisley Park                        | 200      |
| 11                                          | 26 août 1995      | Chanhassen    | États-Unis | Paisley Park                        | 200      |
| 12                                          | 29 août 1995      | Chanhassen    | États-Unis | Paisley Park                        | 200      |
| 13                                          | 2 septembre 1995  | Chanhassen    | États-Unis | Paisley Park                        | 200      |
| 14                                          | 8 septembre 1995  | Chanhassen    | États-Unis | Paisley Park                        | 200      |
| 15                                          | 9 septembre 1995  | Chanhassen    | États-Unis | Paisley Park                        | 200      |
| 16                                          | 16 septembre 1995 | Chanhassen    | États-Unis | Paisley Park                        | 200      |
| 17                                          | 18 septembre 1995 | Chanhassen    | États-Unis | Paisley Park                        | 200      |
| 18                                          | 19 septembre 1995 | Chanhassen    | États-Unis | Paisley Park                        | 200      |
| 19                                          | 10 octobre 1995   | Chanhassen    | États-Unis | Paisley Park                        | 200      |
| 20                                          | 21 octobre 1995   | Chanhassen    | États-Unis | Paisley Park                        | 200      |
| 21                                          | 23 ocrobre 1995   | Chanhassen    | États-Unis | Paisley Park                        | 200      |
| 22                                          | 28 octobre 1995   | Chanhassen    | États-Unis | Paisley Park                        | 200      |
| 23                                          | 28 octobre 1995   | Chanhassen    | États-Unis | Paisley Park                        | 200      |
| 24                                          | 11 novembre 1995  | Chanhassen    | États-Unis | Paisley Park                        | 200      |
| 25                                          | 9 décembre 1995   | Chanhassen    | États-Unis | Paisley Park                        | 200      |
| Love 4 One Another Charities Tour 1996-1997 |                   |               |            |                                     |          |
| 26                                          | 12 octobre 1996   | Chanhassen    | États-Unis | Paisley Park                        | 200      |
| 27                                          | 15 octobre 1996   | Chanhassen    | États-Unis | Paisley Park                        | 200      |
| 28                                          | 20 octobre 1996   | Chicago       | États-Unis | Park West Theatre                   | 850      |
| 29                                          | 25 octobre 1996   | Chanhassen    | États-Unis | Paisley Park                        | 200      |
| 30                                          | 26 octobre 1996   | Chanhassen    | États-Unis | Paisley Park                        | 200      |
| 31                                          | 26 octobre 1996   | Chanhassen    | États-Unis | Paisley Park                        | 200      |
| 32                                          | 12 novembre 1996  | Chanhassen    | États-Unis | Paisley Park                        | 200      |
| 33                                          | 27 décembre 1996  | Chanhassen    | États-Unis | Paisley Park                        | 200      |
| 34                                          | 28 décembre 1996  | Chanhassen    | États-Unis | Paisley Park                        | 200      |
| 35                                          | 7 janvier 1997    | Philadelphie  | États-Unis | Tower Theater                       | 3 006    |
| 36                                          | 8 janvier 1997    | Boston        | États-Unis | The Roxy                            | 1 300    |
| 37                                          | 10 janvier 1997   | Washington    | États-Unis | DAR Constitution Hall               | 3 700    |
| 38                                          | 11 janvier 1997   | New York      | États-Unis | Roseland Theater                    | 3 000    |
| 39                                          | 13 janvier 1997   | Détroit       | États-Unis | State Theater                       | 3 000    |
| 40                                          | 18 janvier 1997   | Birmingham    | États-Unis | Boutwell Auditorium                 | 6 000    |
| 41                                          | 19 janvier 1997   | Birmingham    | États-Unis | 5 Points Music Hall                 | 1 000    |
| 42                                          | 19 janvier 1997   | Atlanta       | États-Unis | Atlanta Live                        | 2 500    |
| 43                                          | 16 février 1997   | Honolulu      | États-Unis | Neil S. Blasdell Arena              | 7 900    |
| 44                                          | 11 avril 1997     | Los Angeles   | États-Unis | Pantages Theatre                    | 2 500    |
| 45                                          | 19 avril 1997     | San Jose      | États-Unis | State University Event Center Arena | 7 000    |
| 46                                          | 20 avril 1997     | San Jose      | États-Unis | State University Event Center Arena | 6 000    |
| 47                                          | 21 avril 1997     | San Francisco | États-Unis | DNA Lounge                          | 1 000    |
| 48                                          | 28 avril 1997     | Phoenix       | États-Unis | America West Arena                  | 6 500    |
| 49                                          | 29 avril 1997     | Tempe         | États-Unis | Electric Ballroom                   | 1 000    |
| 50                                          | 29 avril 1997     | San Diego     | États-Unis | RIMAC Center                        | 5 000    |
| 51                                          | 30 avril 1997     | Mission Beach | États-Unis | Cabe's Bar And Grill                | 1 000    |
| 52                                          | 17 mai 1997       | Cleveland     | États-Unis | CSU Convention Center               | 5 000    |
| 53                                          | 18 mai 1997       | Louisville    | États-Unis | Louisville Gardens                  | 6 800    |
| 54                                          | 5 juin 1997       | Toronto       | Canada     | The Warehouse                       | 2 206    |
| 55                                          | 6 juin 1997       | Montréal      | Canada     | La Salle Wilfrid-Peletier           | 2 980    |
| 56                                          | 21 juin 1997      | Moline        | États-Unis | Mark Of The Quad Cities             | 5 207    |
| 57                                          | 22 juin 1997      | Indianapolis  | États-Unis | Deer Creek Music Center             | 12 201   |
| 58                                          | 27 juin 1997      | Saint Louis   | États-Unis | Kiel Auditorium                     | 10 000   |
| 59                                          | 28 juin 1997      | Chicago       | États-Unis | United Center                       | 19 000   |
| 60                                          | 29 juin 1997      | Chicago       | États-Unis | Excalibur                           | 300      |